# Storbrande i New York City
New York City er brændt ned igennem sin historie ved i alt tre storbrande: i september 1776, december 1835 og juli 1845. Alle tre storbrande brød ud i bydelen Manhattan, nærmere bestemt den sydlige del kaldet Lower Manhattan. I særdeleshed efter brandene i 1835 og 1845 investerede byen New York i en række sikkerhedstiltag, herunder forbedringer af det lokale brandvæsen, Fire Department of the City of New York (forkortet FDNY).

## 1776: Den første storbrand
Om natten den 20. september 1776 udbrød der brand på Lower Manhattans vestlige side, som brændte indtil om morgenen den følgende dag. Branden brød ud i de tidlige dage af Kongeriget Storbritanniens militære besættelse under den Amerikanske Uafhængighedskrig.
Branden ødelagde omkring 10 til 25 procent af bygningerne i byen samtidig med, at nogle uberørte dele af byen blev plyndret. Mange personer mente eller gik ud fra, at en eller flere personer bevidst havde startet branden af forskellige årsager. Briterne anklagede de revolutionære i byen og staten for at forårsagde branden. Branden havde langsigtede påvirkninger på den britiske besættelse af New York, som ikke stoppede før 1783.

### Baggrund
Den Amerikanske Uafhængighedskrig brød ud i april 1775. Byen New York var allerede da et vigtigt center for handel, men var endnu ikke en vidstrakt metropolis. Byen omfattede kun den sydlige del af øen Manhattan og havde et indbyggertal på anslået 25.000 mennesker. Før krigen brød ud var Provinsen New York politisk delt mellem aktive patriotiske organisationer og en kolonial forsamling, der var stærkt loyalistisk. Efter slaget Slaget ved Lexington og Concord overtog patrioterne kontrollen med New York og begyndte at arrestere og bortvise loyalister.
I begyndelsen af sommeren 1776, da krigen stadig var i sin spæde start, igangsatte den britiske general William Howe en militærkampagne for at genvinde kontrollen med New York og dens militære vigtige havn. Efter at have besat Staten Island i juli, angreb Howe succesfuldt Long Island, med assistance fra flådestyrker under kommando af hans bror, Lord Richard Howe, i slutningen af august. George Washington, daværende general, anerkendte allerede New Yorks uundgåelige besættelse, og han trak derfor sine tropper omkring 16 kilometer nord til Harlem Heights. Flere personer, herunder general Nathanael Greene og newyorkeren John Jay, var fortalere for at brænde byen ned til grunden for at briterne ikke kunne udnytte dens fordele. George Washington præsenterede forslaget for den 2. Kontinentalkongres som blankt afviste idéen: "den må under ingen omstændigheder ødelægges."
Den 15. september 1776 landede britiske styrker under Howe på Manhattan. Den følgende morgen marcherede nogle britiske tropper mod Harlem, hvor de to hære angreb hinanden mens nogle af de amerikanske tropper tilbagetrak sig til byen.
En civil folkevandring fra byen havde været undervejs i noget tid før den britiske flåde ankom til havnen. Allerede ved ankomst af tropper fra den kontinentale hær i byen den forrige februar havde det fået nogle folk til at pakke deres ting og forlade byen, herunder loyalister, som specifikt blev skydeskive for hæren og patrioterne. Under den kontinentale hærs besættelse af byen blev mange efterladte, tomme bygninger tilpasset til hærens brug. Da briterne ankom til byen blev patrioters ejendomme konfiskeret til den britiske hærs brug. Byens bygningsmasse var presset for at kunne strække sig til den militære besættelses behov.

### Branden
Ifølge øjenvidneberetningen fra John Joseph Henry, en fange ombord det britiske skib HMS Pearl, begyndte branden i Fighting Cocks Tavern, nær Whitehall Slip. Flammerne, hjulpet godt på vej af det tørre vejr og stærke vinde, spredte sig mod nord og vest og bevægede sig hurtigt mellem de tætbebyggede hjem og butikker. Beboerne løb ud i gaderne og bar de af deres ejendele, som de kunne bære, i armene og flygtede til en græsfælled (i dag, City Hall Park). Flammerne spredte sig over Broadway nær Beaver Street og brændte det meste af byen mellem Broadway og Hudsonfloden. Branden fortsatte ind i morgentimerne og blev stoppet af ændringer i vindretningen i lige så høj grad som indbyggernes handlinger og briternes flådestyrker, som, ifølge Henry, blev sendt "for at hjælpe indbyggerne". Branden blev muligvis også stoppet af King's Colleges relativt ubebyggede ejendom, beliggende i den nordlige ende af det ildramte område. Estimater af antallet af ødelagte bygninger rangerer fra 400 til 1.000, som udgør mellem 10 og 25 procent af de 4.000 bygninger, som var opført i byen på det tidspunkt. Blandt ødelagte bygninger finder man Treenighedskirken i New York, hvor kun Sankt Pauls Kapel er den eneste del af den oprindelige kirke, som overlevede branden.

### Mistanke om brandstiftelse
General Howes rapport til London antydede, at branden var stiftet med overlæg: "et forfærdeligt forsøg på at brænde byen ned blev udført af en gruppe staklinger." William Tryon, kongelig guvernør i New York, mistænkte, at George Washington var ansvarlig og skrev, at "mange omstændigheder leder til den formodning, at hr. Washington var fortrolig med denne skurkagtige handling" og at "nogle officerer i hans hær blev fundet i skjul i byen." Mange amerikanere troede også, at branden blev startet af patriotiske brandstiftere. John Joseph Henry husker beretninger fra flådestyrker hjemvendt til HMS Pearl, at efter at have bekæmpet ilden blev flere mænd "pågrebet i ildspåsættelse af flere huse."
Nogle amerikanere anklagede briterne for at sætte ild til byen, så den kunne blive plyndret. En hessisk major bemærkede, at nogle af dem, der bekæmpede flammerne, formåede "at betale dem selv godt ved at plyndre andre huse nærved, der ikke var sat i brand."
Washington skrev til John Hancock den 22. september og specifikt afviste ethvert kendskab til brandens årsag. I et brev til sin fætter, Lund Washington, skrev han, "Skæbnen—eller en god, ærlig fyr, har gjort mere for os end vi havde mulighed for at gøre for os selv."
Ifølge historiker Barnet Schecter har ingen anklage om brandstiftelse kunne klare en granskning. Det stærkeste indiciebevis i brandstiftelsesteoriernes favør er det faktum, at branden umiddelbart startede flere steder. Samtidige beretninger siger imidlertid, at brændene vragrester fra trætagene spredte ilden. En dagbogsskriver beskrev at "flammerne blev transmitteret til flere huse" af vragresterne "båret af vinden i nogen distance."
De britiske styrker udspurgte mere end 200 mistænkte, men ingen sigtelser blev nogensinde rejst. Tilfældigvis blev den amerikanske kaptajn, Nathan Hale, som var under mistanke for at udspionere for Washington, arresteret i Queens på dagen for storbranden. På rygtebasis forsøgte man at forbinde Hale med branden, men disse rygter blev aldrig underbygget; der er intet, der indikerer, at han blev arresteret (og med tiden hængt) for andet end spionage.

### Påvirkninger på den britiske besættelse
Generalmajor James Robertson konfiskerede kendte patrioters huse, der havde overlevet branden, og gav dem til britiske officerer. Kirker, udover Church of Englands egne kirker, blev omdannet til fængsler, sygehuse eller barakker. Nogle almindelige soldater blev indkvarteret hos civile familier. Der kom en stor flygtningetilstrømning af loyalister til byen, som yderligere betød yderligere overbefolkning. Mange af de de flygtende loyalister fra patriotiske kontrollerede områder bosatte sig i teltlejre ovenpå de udbrændte ruiner. Storbranden overbeviste briterne om at styre byen under nødretstilstand i stedet for at overgive den til de civile autoriteter. Kriminalitet og dårlige sanitære forhold var et vedvarende problem under den britiske besættelse, som ikke stoppede før briterne forlod byen den 25. november 1783 (kendt som Evacuation Day).

## 1835: Den frosne flod
Den anden storbrand i New York Citys historie opstod om aftenen den 16. december 1835. Det var midt i en periode med økonomisk fremgang i New York, og branden ramte omtrent 17 blokke, dræbte to personer og ødelagde hundredevis af bygninger. Brandens skader blev estimeret til at udgøre omkring $20 millioner (svarende til $544 millioner i 2021).

### Baggrund
I 1835 var New York City den førende amerikanske by, og dens finansielle formåen overgik byer som Philadelphia og Bosten. Åbningen af Eriekanalen i 1825 betød, at New York blev forbundet med råmaterialer og kommercielle interesser i Midtvesten, og det gjorde det muligt for byen at vokse sig til et vigtigt handelspunkt. Over halvdelen af landets eksport gik gennem New Yorks havn, mens mere end en tredjedel af landets import landede der. Forsikrings- og investeringsvirksomheder, ejendomsselskaber og andre virksomheder flyttede deres hovedsæde til New York.
Som byen udvidede sig nordpå og dens økonomiske betydning voksede, blev brande en stigende bekymring. Forsikringsvirksomheder var bekymrende for, at en storbrand kunne fjerne deres ressourcer. Borgmesteren og byrådet ejede aktier eller var bestyrelsesmedlemmer i mange brandforsikringer. Embedsfolk gjorde indsatser ved at bygge nye vagttårne og hyre flere vagtfolk. Et seriøst problem mod brandbekæmpelse var manglen på en stabil kilde til vand, idet ikke meget blev gjort op til 1835 for at forbedre byens vandtilførelse. Byens indbyggere og brandvæsen måtte forlade sig på brønde i nabolag, fyrre brandcisterner og et vandreservoir beliggende på 13th Street og Bowery.
Udvidelsen af byens brandvæsen havde ikke fulgt med byens befolkningsudvikling i 1820'erne og 1830'erne. Byens befolkning havde vokset med omkring 145.000 indbyggere det foregående årti, men brandvæsenet havde kun fået tilføjet omkring 300 brandfolk. Et hold bestående af 1.500 brandfolk, 55 brandvogne, 6 stigevogne og 5 hestevogne blev ikke anset som fyldestgørende til byens beskyttelse. Gennem sommeren og efteråret i 1835, bekæmpede brandvæsenet talrige brande. Den 14. december havde hele brandvæsenet brugt den iskolde, hårde aften på at bekæmpe to større brande, som havde ødelagte tretten bygninger og to butikker. Byens brandcisterner var næsten tomme, og brandvæsenet var udmattet, da ulykken igen ramte.

### Branden
Branden begyndte om aftenen den 16. december 1835 i en lagerbygning på fem etager på 25 Merchant Street, i dag kendt som Beaver Street, ved krydset af Hanover Street og Wall Street. En vind af kulingstyrke fra nordvest mod East River hjalp med at sprede branden. Branden var så kraftig, at den angiveligt kunne ses fra Philadelphia, omkring 130 kilometer væk.
Da branden brød ud var brandcisterne i byen næsten tømte på grund af to store brande få dage tidligere, og andre vigtige kilder til vand, herunder East River og Hudson River, var frosset til, da temperaturerne faldt så lavt som −27 °C. Brandfolkene var tvunget til at bore huller i isen for at få kunne tilgå vandet, som senere frøs omkring slangerne og rørene. Forsøg på at nægte branden adgang til mere brandbart materiale inkluderede at nedrive omkringstående bygninger, men der var ikke nok krudt på Manhattan, der kunne bruges til nedrivningsarbejdet. Senere på aftenen blev en gruppe af U.S. Marines og søfolk med krudt til nedrivningen fra Brooklyn Navy Yard. Hjælpen ankom omkring klokken 3 om natten med krudt, som blev brugt til at nedrive bygninger i brandens kurs. Avisen Evening Post beskrev hjælpen, der blev sendt fra USA's marinestyrker.
En undersøgelse fandt, at en sprængt gasledning, som blev antændt af en kulovn, var kilden til branden. Ingen skyld blev tildelt.

### Ødelæggelser
Branden slugte et område på 53.000 m2 over karréer og ødelagde mellem 530 og 700 bygninger. Denne del af byen er i dag kendt som Coenties Slip, og er et område mellem East River og Maiden Lane i nord og William Street i vest.
En artikel kort efter branden i Evening Post, 23. december 1835, beskrev at "674 lejemål, købmandsbørsen og tre eller fire skibe ved værfterne på South Street blev ødelagt".

### Genopførelse
Genopbygningen ledte forbedringer af bygningsmassen, som krævede finansiering. Forhandlinger om finansieringen blev hurtig startet, og bankernes samarbejde blev altafgørende for at forebygge en økonomisk katastrofe. Et magasin fra London skrev, "planer om genopbygning på bedre skalaer og niveauer med lån til det formål, på baggrund af sunde sikkerheder, er under forhandling. Indbyggernes energi og det hurtige handling hvorved bankerne har tilbudt løsninger til de forskellige forsikringsselskaber, såvel som til private individer, vil afvige fra, som det ellers var forventet, en økonomisk krise."
De ødelagte træbygninger blev hurtigt erstattet af større bygninger i sten og mørtel, som var mindre udsatte for brand. Branden ansporede også til opførelsen af en ny kommunal vandforsyning, Crotonækvadukten, og en reform og udvidelse af brandvæsenet.
Efter branden gik flere virksomheder konkurs, hvilket forsinkede behandlingen af forsikringskrav; 23 ud af 26 forsikringsvirksomheder beliggende i New York gik konkurs og forsikringsvirksomheden Hartford Fire Insurance Co. kom til at dominere brandforsikringsmarkedet i New York. Hartford Fire Insurance er beliggende i byen af samme navn i staten Connecticut, og byen har fået tilnavnet "Insurance Capital of the World" af denne årsag.

## 1845: Den eksplosive storbrand
Den tredje storbrand i New York Citys historie opstod den 19. juli 1945 på Lower Manhattan. Den startede i en tran- og stearinfabrik og spredte sig hurtigt til andre træbygninger. Branden nåede en bygning, der opbevarede kaliumnitrat, som er et stærkt brandbart salpetersyresalt. Branden antændte kaliumnitratet, som forårsagede en stor eksplosion og spredte branden endnu mere.
Branden ødelagde 345 bygninger i den sydlige del af det, der i dag er Financial District, med skader på ejendomme der på tidspunktet blev anslået til mellem $5 og $10 millioner (tilsvarende mellem $145 og $291 millioner i 2021). Fire brandfolk og 26 civile døde. Storbranden i 1845 var den sidste af tre særdeles ødelæggende brande, der påvirkede hjertet af Manhattan.
Selvom branden var særdeles ødelæggende, bevidste branden i 1845 vigtigheden af et byggereglement, der indskærpede brugen af træbygninger, som blev implementeret i 1815. På trods af generelle forbedringer, bad offentligheden om yderligere proaktive tiltag til brandforebyggelse og brandbekæmpelse, og der blev da også etableret en reservestyrke til brandvæsenet, kaldet Exempt Fireman's Company.

### Brandens arnested
Branden opstod omkring klokken 02:30 om lørdagen den 19. juli 1845 på tredje sal af J. L. Van Doren, Oil Merchant and Stearin Candle Manufacturer, som var kendt for at sælge tran, beliggende på 34 New Street på Manhattan. Branden spredte sig hurtigt til omkringliggende træbygninger. Rådhusets alarmklokker begyndte at ringe omkring klokken 03:00, hvor bandfolk blev tilkaldt.
Brandfolk fra Fire Departement of the City of New York (FDNY), på daværende tidspunkt en frivillig organisation, ankom under kommando af Cornelius Anderson. Som branden voksede ankom også pensionerede brandmajorer og hjalp FDNY's personale samt brandfolk fra Brooklyn, Newark og Williamsburg. Brandfolkene brugte vand fra Croton-ækvadukten, som blev færdiggjort i 1842. Branden blev hverken svagere eller voksede i intensitet omkring klokken 13:00 samme dag.
I løbet af de ti og en halv time, som branden brændte, blev bygninger i et større område midt på Manhattan brændt ned til grunden. 30 personer i alt mistede livet under branden (fire brandfolk og 26 civile) og bygninger blev rapporteret ødelagt på Broadway, New Street, Broad Street, Exchange Place, Beaver Street, Marketfield Street, Whitehall Street og South William Street. Alt sammenlagt, nåede branden at ødelægge 345 bygninger i den sydlige af Manhattan, i området der i dag er kendt som Financial District.
Der var flere anmeldelser om plyndringer under og efter branden, både af butikker og private boliger. Mindst to ældre kvinder anmeldte at blive spurgt om hjælp af yngre mænd til at flytte deres ejendele fra de beskadigede bygninger, kun for at få deres værdigenstande stjålet.

### Eksplosionen
I brandens to første timer, nåede den en stor fleretagers lagerbygning, som selskabet Crocker & Warren brugte, på Broad Street, hvor en stor mængde brandbart salpetersyresalt blev opbevaret.
Da Engine Co. 22 ankom, blev den beordret til at pumpe vand ind i lagerbygningen. Kompagniet gik ind i lagerbygningen og hev en slange op ad en stage for at sende vand ind på fjerde etage. Da en tyk, sort røg begyndte at vælde ned i trappeopgangen, beordrede kompagnifører Garrett B. Lane sine brandfolk at evakuere. Brandmanden Francis Hart Jr. blev fanget, da han forsøgte at samle brandslangen, og måtte flygte fra taget over på nabobygninger.
Omkring klokken 03:30 eller 04:00, omtrent fem minutter efter Brandkompagni 22 havde evakueret bygningen, eksploderede den på grund af den brandbare salpetersyresalt. Eksplosionen totaltødelagde mellem seks og otte bygninger, og den ødelagde facaderne af bygningerne på den anden side af Broad Street. Døre og skodder blev også blæst af bygninger et stykke væk fra eksplosionen. Den sendte mursten og andet, brændene vraggods gennem luften, væltede flere personer omkuld så langt som til Beaver Street, og spredte branden så hele nabolaget blev stukket i brand. Eksplosionen smadrede vinduer en mil væk og kunne høres så langt som til Sandy Hook, New Jersey.
Brandkompagni 22's vogn blev blæst henover Broad Street og udbrændte. Flere medlemmer af kompagniet blev skadet. Hart, der befandt sig på taget af bygninger i nærheden, blev blæst henover tagryggen, men fik dog kun en mindre skade på anklen. Augustus L. Cowdrey fra Brandkompagni 42 og Dave Van Winkle fra Brandkompagni 5 kastede vand på en nærliggende bygning de en anden eksplosion fandt sted inde i bygningen. Van Winkle blev blæst omkuld, mens Cowdrey mistede livet. Hans lig blev aldrig fundet, og hans kompagni ledte efter ham i ruinerne i to dage efter branden. Hans navn fremgår med mange andre på et mindesmærke i Trinity Churchyard i New York for frivillige brandfok, der har mistet livet under tjeneste.

### I kølvandet på branden
Årsagen til eksplosionen blev diskuteret i dagene umiddelbart efter branden. Den offentlige spekulation ledte til arrestationen af Crocker og Warren, som var lejere af lagerbygningen. Daily Tribune skrev, at eksplosionen ikke kunne være forekommet uden tilstedeværelsen af krudt sammen med salpetersyresaltet, og de blev derfor også mistænkt for at opbevare krudt, hvilket kunne have ledt til mordsigtelser. En senere undersøgelse af Crocker og Warren konkluderede imidlertid, at der ikke var nogen beviser til stede på besiddelse af krudt.
Der var lidt spekulation om eksplosionen kunne være fundet sted i NY Gas Light Co.'s gasometer, men Cornelius Anderson sagde på samme dag som branden, at eksplosionen forekom før flammerne var i nærheden af gasometeret.
Storbranden i 1845 var den sidste af i alt tre særligt ødelæggende brande i New York City. Skaderne på ejendomme blev estimeret til at ligge på mellem $5 millioner og $10 millioner (svarende til mellem $145 og $291 millioner i 2021). Branden accelererede også erstatningen af eksisterende bygninger og opførelsen af nye i materialer som sten og mørtel med tage og skodder af jern.